# Biskupi Port-au-Prince
Biskupi Port-au-Prince - lista biskupów pełniących swoją posługę w archidiecezji Port-au-Prince na Haiti.

## Ordynariuszeimetropolici
| L.p. | Lata rządów | Imię i nazwisko                   | Informacje dodatkowe                |
| ---- | ----------- | --------------------------------- | ----------------------------------- |
| 1.   | 1863–1869   | abp Martial Testard du Cosquer    |                                     |
| 2.   | 1870–1885   | abp Alexis-Jean-Marie Guilloux    |                                     |
| 3.   | 1886–1890   | abp Constant-Mathurin Hillion     |                                     |
| *    | 1893–1894   | abp Giulio Tonti                  | administrator apostolski            |
| 4.   | 1894–1902   | abp Giulio Tonti                  |                                     |
| 5.   | 1903–1930   | abp Julien-Jean-Guillaume Conan   |                                     |
| 6.   | 1933–1955   | abp Joseph-Marie Le Gouaze        |                                     |
| 7.   | 1955–1966   | abp François-Marie-Joseph Poirier |                                     |
| *    | 1960–1965   | bp Rémy Augustin, S.M.M.          | administrator apostolski sede plena |
| 8.   | 1966–2008   | abp François-Wolff Ligondé        |                                     |
| *    | 1991–1997   | bp Joseph Lafontant               | administrator apostolski sede plena |
| *    | 1997–2008   | abp Joseph Serge Miot             | administrator apostolski sede plena |
| 9.   | 2008–2010   | abp Joseph Serge Miot             |                                     |
| 10.  | 2011–2017   | abp Guire Poulard                 |                                     |
| 11.  | od 2017     | abp Max Leroy Mésidor             |                                     |

## Biskupi pomocniczy
- 1880–1882: bp Léon Bélouino, biskup tytularny Hieropolis
- 1883–1886: bp François-Marie Kersuzan, biskup tytularny  Hippos
- 1895–1896: bp Pierre-Marie Gentet, biskup tytularny Proconnesus
- 1904–1919: abp Jules-Victor-Marie Pichon, koadiutor, arcybiskup tytularny Cabasa
- 1927–1930: abp Joseph-Marie Le Gouaze, koadiutor, arcybiskup tytularny Dara
- 1953–1966: bp Rémy Augustin, S.M.M., biskup tytularny Turuzi
- 1966–1974: bp Jean-Baptiste Décoste, biskup tytularny Sigus
- 1986–1998: bp Louis Kébreau, S.D.B., biskup tytularny Selendeta
- 1986–2013: bp Joseph Lafontant, biskup tytularny Gilba
- 1997–2008: abp Joseph Serge Miot, koadiutor
- 2002–2009: bp Simon-Pierre Saint-Hillien, C.S.C., biskup tytularny Lamdia
- 2002–2008: bp Pierre-André Dumas, biskup tytularny Floriana
- 2011–2018: bp Glandas Toussaint, biskup tytularny Senez
- 2012–2014: bp Quesnel Alphonse, biskup tytularny Dionysiana
- 2016–2021: bp Sylvain Ducange, biskup tytularny Novae
- od 2024: bp Louis-Jean Sander, biskup tytularny Privaty
- od 2024: bp Jean-Charles Wismick, biskup tytularny Lestrony